# Gagea dubia
Gagea dubia är en liljeväxtart som beskrevs av Achille Terracciano. Gagea dubia ingår i Vårlökssläktet och i familjen liljeväxter. Inga underarter finns listade.